# Deliathis quadritaeniator
Deliathis quadritaeniator là một loài bọ cánh cứng trong họ Cerambycidae.